# Armod
Armod è il settimo album della power metal band Falconer, pubblicato nel 2011.

## Tracce
1. Svarta Anka – 6:55
2. Dimmornas Drottning – 4:17
3. A Beggar Hero – 4:20
4. O, Tysta Ensamhet – 4:08
5. Vid Rosornas Grav – 5:52
6. Grimborg – 3:31
7. Herr Peder Och Hans Syster – 7:17
8. Eklundapolskan – 2:56
9. Grimasch Om Morgonen – 2:29
10. Fru Silfver – 4:32
11. Gammal Fäbodpsalm – 3:21

## Formazione
- Mathias Blad - voce, tastiere
- Stefan Weinerhall - chitarra, basso
- Karsten Larsson - batteria